# Microchirita viola
Microchirita viola là một loài thực vật có hoa trong họ Tai voi (Gesneriaceae). Loài này có ở miền nam Thái Lan, Malaysia bán đảo (Kedah: quần đảo Langkawi); được Henry Nicholas Ridley mô tả khoa học đầu tiên năm 1897 dưới danh pháp Chirita viola. Năm 2011, A.Weber & Rafidah chuyển nó sang chi Microchirita.